# Sonntage der Osterzeit

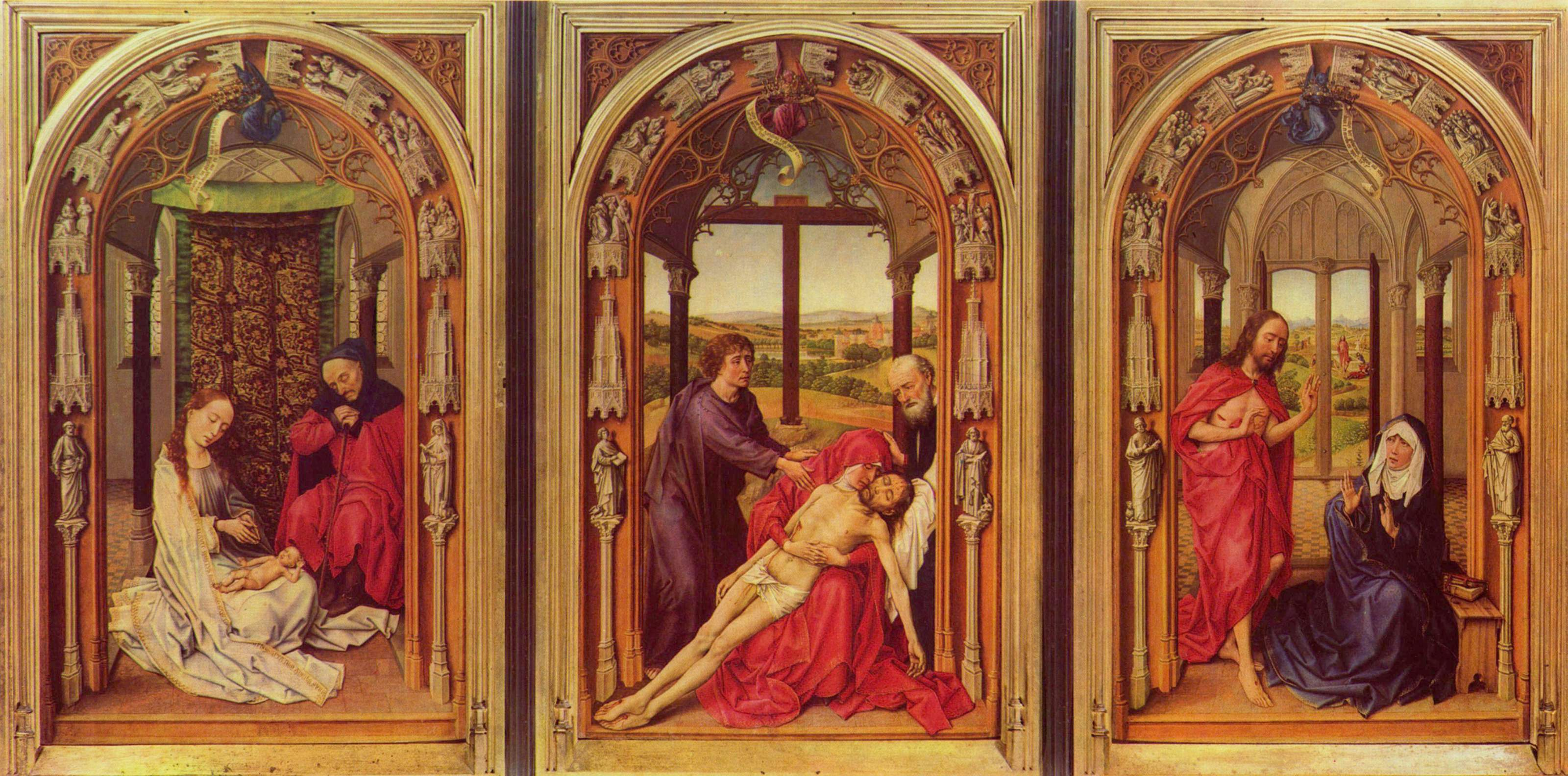
Triptychon des Miraflores-Altars von Rogier van der Weyden

Als Sonntage der Osterzeit werden in unterschiedlicher Zählung der christlichen Konfessionen die Sonntage zwischen Ostern und Pfingsten bezeichnet.

## Zählung
Die evangelische Kirche kennt sechs „Sonntage nach Ostern“; sie beginnt die Zählung mit dem Sonntag nach Ostern und endet mit dem Sonntag nach Christi Himmelfahrt; die Osterzeit endet mit dem Pfingstsonntag.
In der erneuerten Liturgie der römisch-katholischen und der altkatholischen Kirche sowie bei den hauptsächlich englischsprachigen lutherischen Kirchen, die dem Revised Common Lectionary folgen, werden die Sonntage nach Ostern als „Sonntage (in) der Osterzeit“ unter Einbeziehung des Ostersonntags gezählt, so dass sich – zusammen mit dem Pfingstfest – insgesamt acht Sonntage ergeben.
Der frühstmögliche Termin für den Ostersonntag ist der 22. März, der spätestmögliche der 25. April.

## Die Sonntage nach Ostern in der westkirchlichen Liturgie
In der evangelischen Liturgie sind Namen für die einzelnen Sonntage gebräuchlich. Sie richten sich nach dem Anfang der Antiphon des Introitus des jeweiligen Sonntags. In der katholischen Liturgie wurden die Bezeichnungen und die Zählung der Sonntage nach der Liturgiereform geändert.
Ein Merkspruch zum Einprägen der sechs Sonntage nach Ostern ist der Satz „Quitten müssen junge Christen roh essen.“ oder „Quell Meines Jubels Christi Reiche Erlösung.“

### Quasimodogeniti – Weißer Sonntag, Oktavtag von Ostern (bis 1969) oder 2. Sonntag der Osterzeit
“Quasi modo geniti infantes, halleluja, rationabile sine dolo lac concupiscite, halleluja.”

„Wie neugeborene Kinder, Halleluja, verlangt nach der vernünftigen, unverfälschten Milch, Halleluja.“

Der Text erinnert an den durch das Osterfest gegebenen Beginn eines neuen Lebens in Jesus Christus. Die Gläubigen, insbesondere die Neugetauften, sollen sich „wie neugeborene Kinder“ fühlen, nachdem durch die Auferstehung Jesu der Tod besiegt wurde. Hier klingt die Osternacht als althergebrachter Tauftermin an.
Die alttestamentliche Lesung Jes 40,26–31  betont die Hoffnung, die Gott schenkt. Die Epistel 1 Petr 1,3–9  sowie die Lesung der Reihe IV (Kol 2,12–15 ) begründen die Hoffnung mit der Wiedergeburt durch die Auferweckung Jesu von den Toten. Das Sonntagsevangelium Joh 20,19–29  erwähnt die Sendung und die Absolutionsvollmacht der Jünger infolge der Begabung mit dem Heiligen Geist sowie die Überwindung der Glaubenszweifel des Jüngers Thomas. Hier geht es wie auch im Evangelium der dritten Perikopenreihe um die Erscheinung des Auferstandenen vor den Jüngern (Joh 21,1–14 ).
In der katholischen Liturgie wird dieser Sonntag, der 2. Sonntag der Osterzeit, als Oktavtag von Ostern gefeiert und traditionell als Weißer Sonntag (Dominica in albis) bezeichnet. Papst Johannes Paul II. bestimmte ihn im Jahr 2000 zum „Barmherzigkeitssonntag“.

### Misericordia(s) Domini – 2. Sonntag nach Ostern (bis 1969) oder 4. Sonntag der Osterzeit
“Misericordias Domini in aeternum cantabo.”

„Ich will singen von der Gnade des Herrn ewiglich.“

Dieser zweite Sonntag nach Ostern ist von dem Motiv des guten Hirten geprägt und wird daher auch als Guthirtensonntag bzw. Hirtensonntag bezeichnet. Alttestamentliche Lesung (Hes 34,1–2(3–9)10–16.31 ), Epistel (1 Petr 2,21b–25 ) und Evangelium (Joh 10,11–16(27–30) ) sprechen von Gott als dem guten Hirten und von Erfahrungen mit schlechten Hirten. Die Lesungen der Reihen V (1 Petr 5,1–4 ) und IV (Joh 21,15–19 ) mahnen die Ältesten und Petrus dazu, gute Hirten zu sein.
Psalm zu diesem Sonntag ist Psalm 23.

„Der Herr ist mein Hirte,

mir wird nichts mangeln. Er weidet mich auf einer grünen Aue

und führet mich zum frischen Wasser. Er erquicket meine Seele. Er führet mich auf rechter Straße um seines Namens willen. Und ob ich schon wanderte im finstern Tal, fürchte ich kein Unglück;

denn du bist bei mir, dein Stecken und Stab trösten mich.

Du bereitest vor mir einen Tisch im Angesicht meiner Feinde.

Du salbest mein Haupt mit Öl und schenkest mir voll ein.

Gutes und Barmherzigkeit werden mir folgen mein Leben lang,

und ich werde bleiben im Hause des Herrn immerdar.“

Seit die Alte Kirche die Evangelienlesungen für die einzelnen Sonntage festgelegt hatte, stand der 2. Sonntag nach Ostern im Zeichen des guten Hirten (so bis heute in der lutherischen und reformierten wie auch in der alt-katholischen Kirche).
Die römisch-katholische Kirche verlegte mit der Reform des Kirchenjahres mit Gültigkeit ab 1970 den Sonntag des guten Hirten um eine Woche auf den 4. Sonntag der Osterzeit, um die ersten drei Ostersonntage den eigentlichen Osterevangelien (Begegnungen mit dem Auferstandenen) vorzubehalten. Die Texte des 3. und 4. Sonntags wurden getauscht. Am 3. Sonntag in der Osterzeit lautet jetzt der Introitus Jubilate Deo, omnis terra.
In der katholischen Liturgie lautet der Introitus am 4. Sonntag der Osterzeit seit 1970:

“Misericordia Domini plena est terra.”

„Die Erde ist voll von der Huld des Herrn.“

Somit differieren die lutherische und die katholische Liturgie am jeweiligen Miserikordia(s)-Sonntag, da der katholische Introitus mit einem anderen, ähnlichen Psalmzitat beginnt (mit dem Ablativ von misericordia, plena misericordiā est terra ‚die Erde ist voll der Barmherzigheit‘) als der Introitus der lutherischen Agenda (mit dem Akkusativ Plural, misericordias cantabo ‚die Barmherzigkeit(en) werde ich besingen‘).

### Jubilate – 3. Sonntag nach Ostern (bis 1969) oder 3. Sonntag der Osterzeit
“Iubilate Deo, omnis terra.”

„Jauchzet Gott, alle Lande!“

Die Lesungen des Sonntags sind dem Schöpferlob verpflichtet. In Psalm (Ps 66 ), der alttestamentlichen Lesung von der ersten Schöpfung (1 Mos 1,1–4a(4b-25)26-28(29-30)31a(31b); 2,1–4a ), der Epistel von der neuen Schöpfung (2 Kor 4,14–18 ) sowie dem Evangelium (Joh 15,1–8 ) spielen Schöpfungsbilder eine zentrale Rolle.
In der katholischen Liturgie lautet der Introitus am 4. Sonntag der Osterzeit seit 1970:

“Misericordia Domini plena est terra.”

„Die Erde ist voll von der Huld des Herrn.“

### Kantate – 4. Sonntag nach Ostern (bis 1969) oder 5. Sonntag der Osterzeit
“Cantate Domino canticum novum.”

„Singt dem Herrn ein neues Lied.“

Psalm (Ps 98,1–9 ), Alttestamentliche Lesung (1 Sam 16,14–23 ), Epistel (Kol 3,12–17 ) und Evangelium (Lk 19,37–40 ) sprechen das Lob Gottes an. Als Wochenlied wird im Gottesdienst das Lied EG 302: Du meine Seele, singe oder EG.E 19: Ich sing dir mein Lied gesungen.
Zentraler Inhalt des Gottesdienstes an Kantate ist in den evangelischen Kirchen der Gesang zum Gotteslob und die Wertschätzung des Gesangs und der Kirchenmusik. Vielerorts wird dort der Sonntag Kantate als musikalisch besonders gestalteter Gottesdienst begangen.

### Vocem iucunditatis/Rogate – 5. Sonntag nach Ostern (bis 1969) oder 6. Sonntag der Osterzeit
“Vocem iucunditatis annuntiate, et audiatur.”

„Verkündet es jauchzend, damit man es hört!“

Der Sonntag Vocem iucunditatis (auch Vocem jucunditatis) wird auch Rogate (lateinisch rogate, „betet/bittet“) oder Bittsonntag genannt. Historisch rührt die Bezeichnung Rogate von den Bittprozessionen für eine gute Ernte her, die an den drei Tagen vor Christi Himmelfahrt als Flurumgänge über die Felder in katholisch geprägten ländlichen Gebieten gebräuchlich sind.
Thematisch ist der Sonntag Rogate in der evangelischen Leseordnung auf das Gebet ausgerichtet, der Wochenspruch stammt aus Ps 66,20 : „Gelobt sei Gott, der mein Gebet nicht verwirft noch seine Güte von mir wendet.“ Sämtliche Lesungen zu diesem Sonntag sprechen das Gebet oder das Bitten an (Joh 16,23b–28 (29–32) 33 ; Mt 6,5–15 , Sir 35,16–22a ; Lk 11,(1–4) 5–13 ; 1 Tim 2,1–6a ; 2 Mos 32,7–14 ).
Als Wochenlied wird im Gottesdienst das Lied EG 344 Vater unser im Himmelreich oder Unser Vater aus dem Evangelisches Gesangbuch Ergänzungsheft (EG.E), Nr. 9  gesungen.
Vielerorts wird der Rogatesonntag als Missionssonntag begangen.

### Exaudi – Sonntag nach Christi Himmelfahrt oder 7. Sonntag der Osterzeit
“Exaudi, Domine, vocem meam, qua clamavi ad te.”

„Vernimm, o Herr, mein lautes Rufen; sei mir gnädig und erhöre mich!“

Die liturgischen Texte dieses letzten Sonntags vor Pfingsten weisen schon auf das nahe Pfingstfest hin. Im Zentrum steht die Erwartung des Heilshandelns Gottes.

#### Evangelische Perikopenordnung
Im Sonntagsevangelium der evangelischen Perikopenordnung weist Jesus auf den kommenden Tröster hin (Joh 16,5 – 16,25 ), gleiches gilt für die Lesung der dritten Reihe Joh 7,37–39 . Die Gewissheit des Heiligen Geistes bestimmt die Sonntagsepistel Eph 3,14–21 , die alttestamentliche Lesung Jer 31,31–34  und die Lesung der vierten Perikopenreihe (Röm 8,26–30 ).

#### Katholische Leseordnung
Die Leseordnung der römisch-katholischen wie der altkatholischen Kirche nimmt die Erzählung vom betenden Warten auf den Heiligen Geist durch die Jünger zwischen Himmelfahrt und Pfingsten auf (Apg 1,4–14 ). Weitere Lesungen der Reihe A sprechen das – zuweilen leidvolle – Warten auf die endzeitliche Verherrlichung an (1 Petr 4,13–16 , Joh 17,1–11a ). Die Texte der C-Reihe – Joh 17,20–26 , Apg 7,55–60 , Offb 22,12–14.16f.20  – nehmen dies Motiv auf. Die B-Reihe – Joh 17,6a.11b–19 , Apg 1,15–17.20a.c–26 , 1 Joh 4,11–16  – fokussiert auf das Bleiben in Christus.

## Katholische Liturgie
Besonderheiten der katholischen Leseordnung sind:
- Die erste Lesung ist an allen Sonntagen der Apostelgeschichte und nicht dem Alten Testament entnommen.
- Die Evangelienperikope ist an fast allen[4] Sonntagen dem Johannesevangelium entnommen (Erscheinungen des Auferstandenen, Abschiedsreden mit Verheißung des Parakleten).

Wenn der Priester im Eingangsteil der sonntäglichen heiligen Messe die Gemeinde mit dem Taufwasser besprengt, wird dazu nicht die Antiphon Asperges, sondern Vidi aquam gesungen.

## Orthodoxer Achtwochenrhythmus
In den orthodoxen Kirchen wird die Osterzeit als Achtwochenrhythmus (Oktoechos) mit dem ersten Sonntag nach Pfingsten, der in den westlichen Kirchen dem Gedächtnis der Dreifaltigkeit gewidmet ist (siehe Trinitatis), fortlaufend bis zum Beginn des großen Fastens wiederholt.